# 多樂士
得利中國及香港官方譯名多樂士，是一個國際性建築用塗料品牌。該品牌產品是由阿克蘇諾貝爾公司（前身為帝国化学工业公司）製造（美國地區則為PPG集團）。Dulux的品牌名稱自1931年起即為帝国化学與杜邦使用，並且是首先以醇酸作為基底的塗料之一。

## 簡介

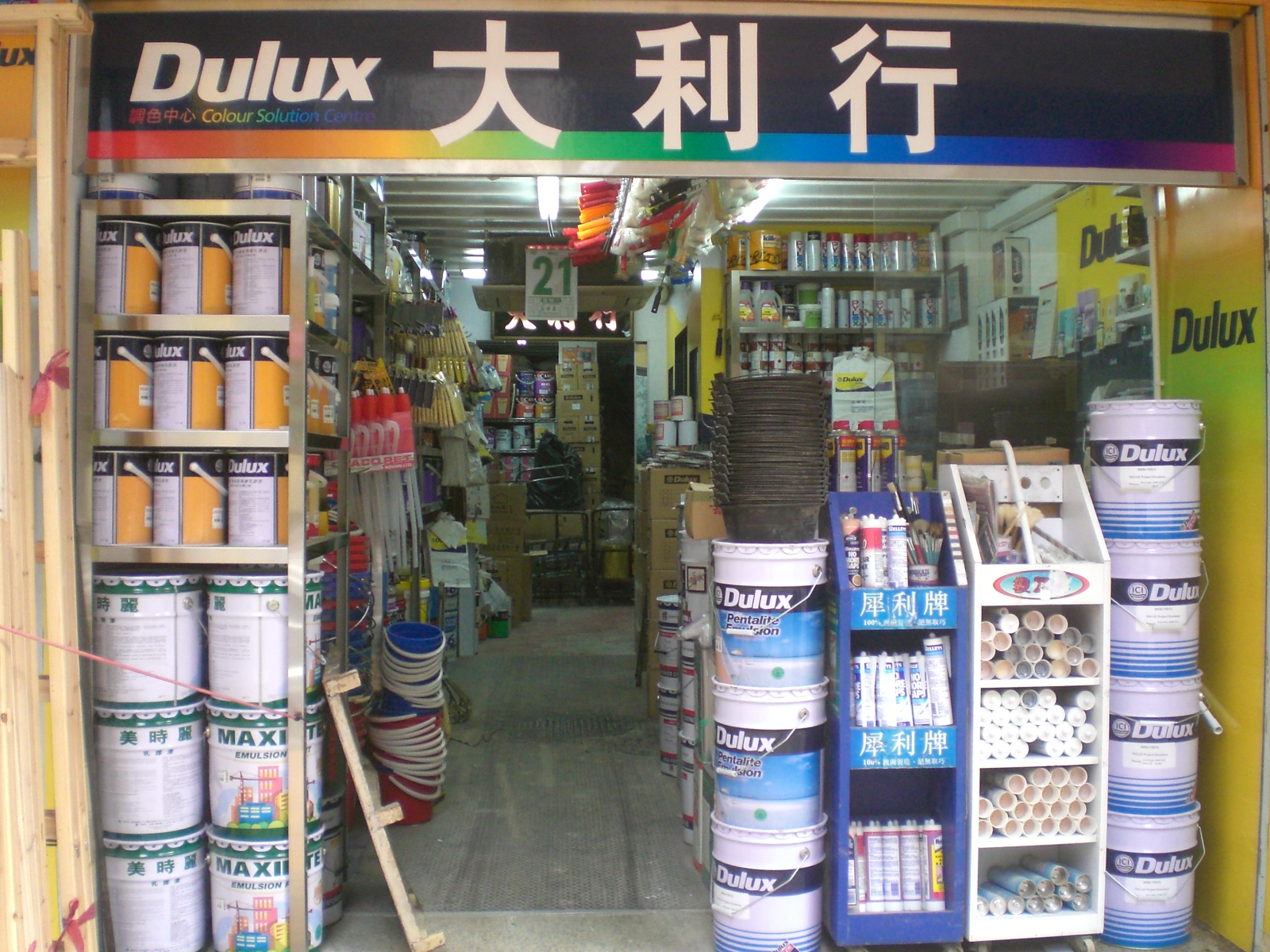
香港的多樂士分銷店

多樂士是英國帝国化学工业公司（ICI）屬下的油漆品牌之一，產品以一頭英國古代牧羊犬作招牌。這頭牧羊犬於1960年代首次在澳洲的廣告宣傳中出現，由於產品銷量不俗，一些人會把這種牧羊犬以「多樂士犬」稱之。
在其後數十年間，多樂士曾使用不同品種的犬隻隻招牌，其中以一頭名為Fernville Lord Digby的犬隻最為出名，包括在拍攝廣告期間作出高難度動作。
阿克蘇諾貝爾購併前的ICI曾全球持有多樂士商標，直至1997年－ICI出售澳洲和紐西蘭業務為止。現時德家朗集團（DuluxGroup）為多樂士商標在澳洲、紐西蘭、巴布亞新幾內亞和斐濟的擁有者，它與阿克蘇諾貝爾無關, 也不可以在上述四國之外銷售「多樂士」產品。
2008年元月，ICI公司併入荷蘭阿克蘇諾貝爾（Akzo Nobel），此油漆品牌仍保留原名稱。
2019年4月17日立邦油漆（Nippon Paint）以每股9.8澳元，斥資3005億日元（約合37.56億澳元，約合27.26億美元）現金收購澳洲多樂士集團（DuluxGroup）

## 外部連結
- （英文）Dulux （页面存档备份，存于）
- （简体中文）http://www.dulux.com.cn （页面存档备份，存于）
- （繁體中文）http://www.dulux.com.hk/ （页面存档备份，存于）
- （繁體中文）http://www.dulux.com.tw （页面存档备份，存于）